# رينيه كلوسن
رينيه كلوسن (بالإنجليزية: René Clausen)‏ هو ملحن أمريكي، ولد في 1953.

## وصلات خارجية
- رينيه كلوسن على موقع ميوزك برينز (الإنجليزية)
- رينيه كلوسن على موقع ديسكوغز (الإنجليزية)